# الجبال التدمرية
الجبال التدمرية هي سلاسل من الجبال تمتد باتجاه شمالي شرقي-جنوبي غربي. تقع هذه الجبال في بادية الشام، وتمتد من شمال حوض دمشق في الجنوب الغربي إلى الشمال الشرقي حيث تنتهي عند حوض تدمر إلى الجنوب الغربي من مدينة تدمر. يقدر طول السلسلة بـ 240 كم وعرضها يتراوح بين 6-7-10-15 كم، وبذلك تكون أطول سلسلة جبلية في سورية، لكنها ليست أضخمها ولا أهمها. مناخها جاف. ترتفع السلسلة التدمرية ارتفاعاً متوسطاً قدره 500-750م فوق السطح العام للداخل السوري والبادية السورية. أما أعلى قمة فيها فتصل إلى 1406م فوق سطح البحر في جبل غنطوس.